# 敬台寺
敬台寺（きょうだいじ）は、徳島県徳島市にある日蓮正宗の寺院。山号は心蓮山。
日蓮正宗総本山大石寺第17世日精を開基とし、敬台院（徳島藩初代藩主・蜂須賀至鎮の正室）を開基大檀那として移転建立された日蓮正宗の古刹寺の一つ。

## 歴史
- 1645年（正保02年） - 敬台院殿日詔（開基大檀那）により江戸法詔寺を徳島に移し建立される。開基は日蓮正宗大石寺第17世法主日精。
- 1865年（元治02年）03月28日 - 後の第54世法主日胤が住職となる。
- 1910年（明治43年） - 改築。
- 1945年（昭和20年）07月04日 - 戦災で焼失。
- 1951年（昭和26年）11月13日 - 戦災復興法要が行われる。
- 1966年（昭和41年）11月24日 - 改築。
- 1997年（平成09年）05月29日 - 改築。
- 2015年（平成27年）1月3日・1月4日 - 開基大檀那敬台院殿妙法日詔大姉第350回遠忌法要奉修。

## 交通
- JR高徳線「徳島駅」から徒歩で約10分。